# Wassersuppe (Gericht)
Wassersuppen ist ein allgemeiner Oberbegriff für Suppen, die auf der Grundlage von Wasser und nicht auf der Basis von Brühen, Fonds oder Milch hergestellt werden.
Für die Zubereitung kocht man im Wasser stärkehaltige Produkte wie Brot, Reis, Haferflocken, Graupen oder Grieß zu dünnflüssigem Brei. Dieser wird je nach Rezept mit Salz und Gewürzen abgeschmeckt oder mit Zucker und Honig gesüßt. Typische Einlagen sind Trockenfrüchte (Rosinen, Trockenpflaume) und frische Kräuter.
Ebenfalls als Wassersuppe wird Brotsuppe gekocht. Dabei wird die Suppe häufig mit Sahne und Eiern zubereitet. Statt Brot ist auch die Verwendung von Brötchen und Zwieback verbreitet.
Als einfache Wassersuppe gibt es in verschiedenen Regionalküchen die Mehlsuppe, auch Brennsuppe oder Einbrennsuppe genannt.
Umgangssprachlich verwendet man das Wort Wassersuppe abwertend für klare Suppen und Gemüsesuppen ohne Fleischeinlage.